# Restio versatilis
Restio versatilis är en gräsväxtart som beskrevs av Hans Peter Linder. Restio versatilis ingår i släktet Restio och familjen Restionaceae. Inga underarter finns listade i Catalogue of Life.